# Altocumulus castellanus
Altocumulus castellanus of castellani is een wolkensoort en is onderdeel van een internationaal systeem om wolken te classificeren naar eigenschap volgens de internationale wolkenclassificatie. Altocumulus castellanus komt van het geslacht altocumulus, met als betekenis hoog- (alto) -gestapeld (cumulus), en de term castellanus betekent kantelenvormig of torenvormig. Ze bestaan uit een rij donderkopjes en zien eruit als een soort parelketting. Ze hangen ongeveer 4000 tot 6000 meter hoog.
Altocumulus castellanus kunnen ontstaan doordat de temperatuur in wolkenbanken te laag is om de indrukwekkende cumuluswolken te vormen. Ze schieten daardoor als kleine, onopvallende wolkjes uit de wolkenbanken en verschijnen als kantelen van een kasteel aan de hemel. Na een tijdje verliezen ze contact met de wolkenbanken en stijgen ze alleen verder. Ze worden steeds doorzichtiger en verdwijnen even later.
Aan castellani is soms het weertype van de dag te voorspellen. Als er Altocumulus castellanus aan de hemel verschijnen, dan kan dit weersverslechtering betekenen en is er ˈ's zomers mogelijk onweer op komst.